# 科瑟罗
科瑟罗（德語：Koserow）是德国梅克伦堡-前波美拉尼亚州的市镇，隶属于前波美拉尼亚-格赖夫斯瓦尔德县。总面积为6.05平方千米，截至2023年12月31日总人口为1,689人。它位于乌瑟多姆岛上，波罗的海海边。它受南乌瑟多姆管理。到2005年为止它是乌瑟多姆中部区的行政驻地。

## 地理和交通

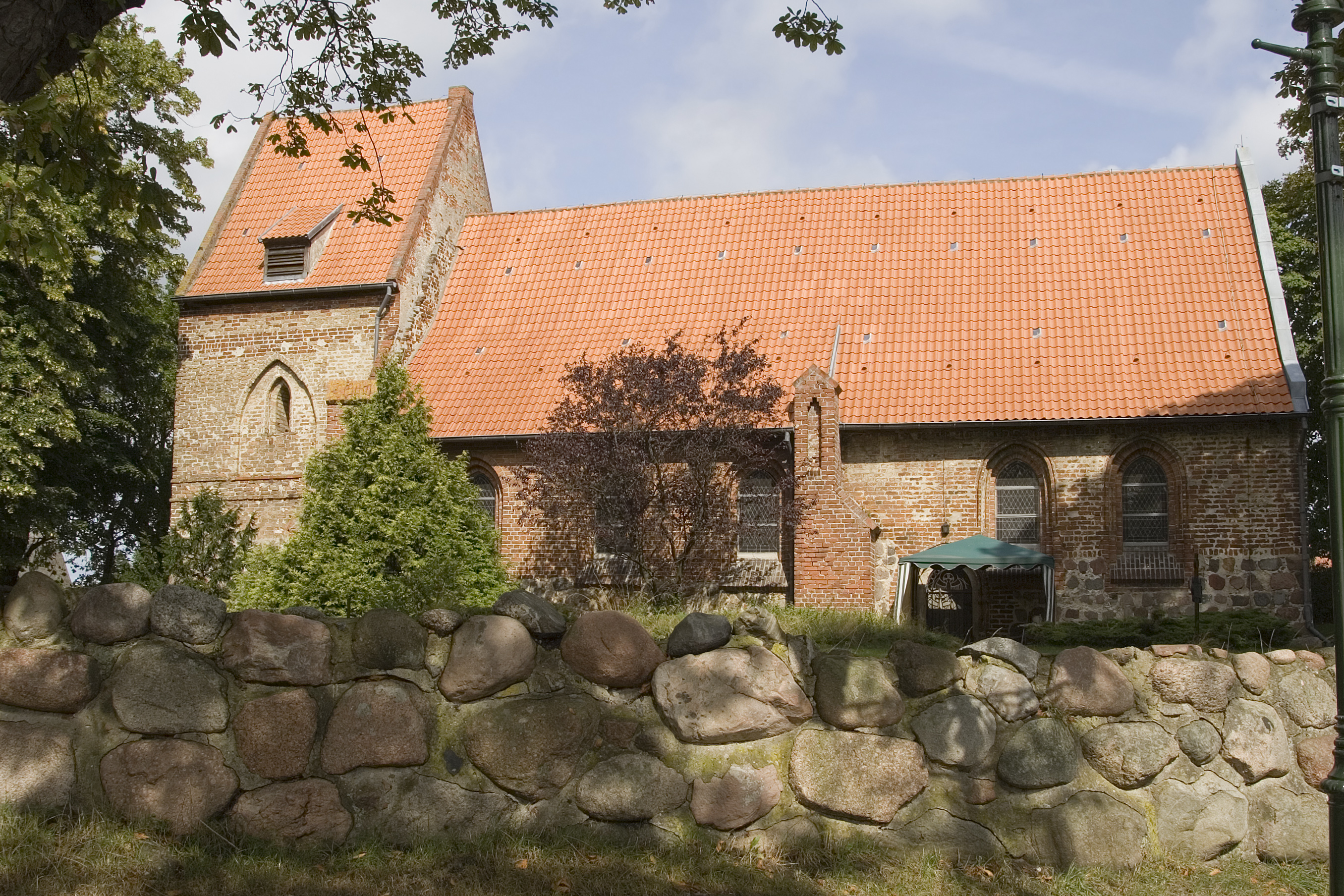
科瑟罗的教堂

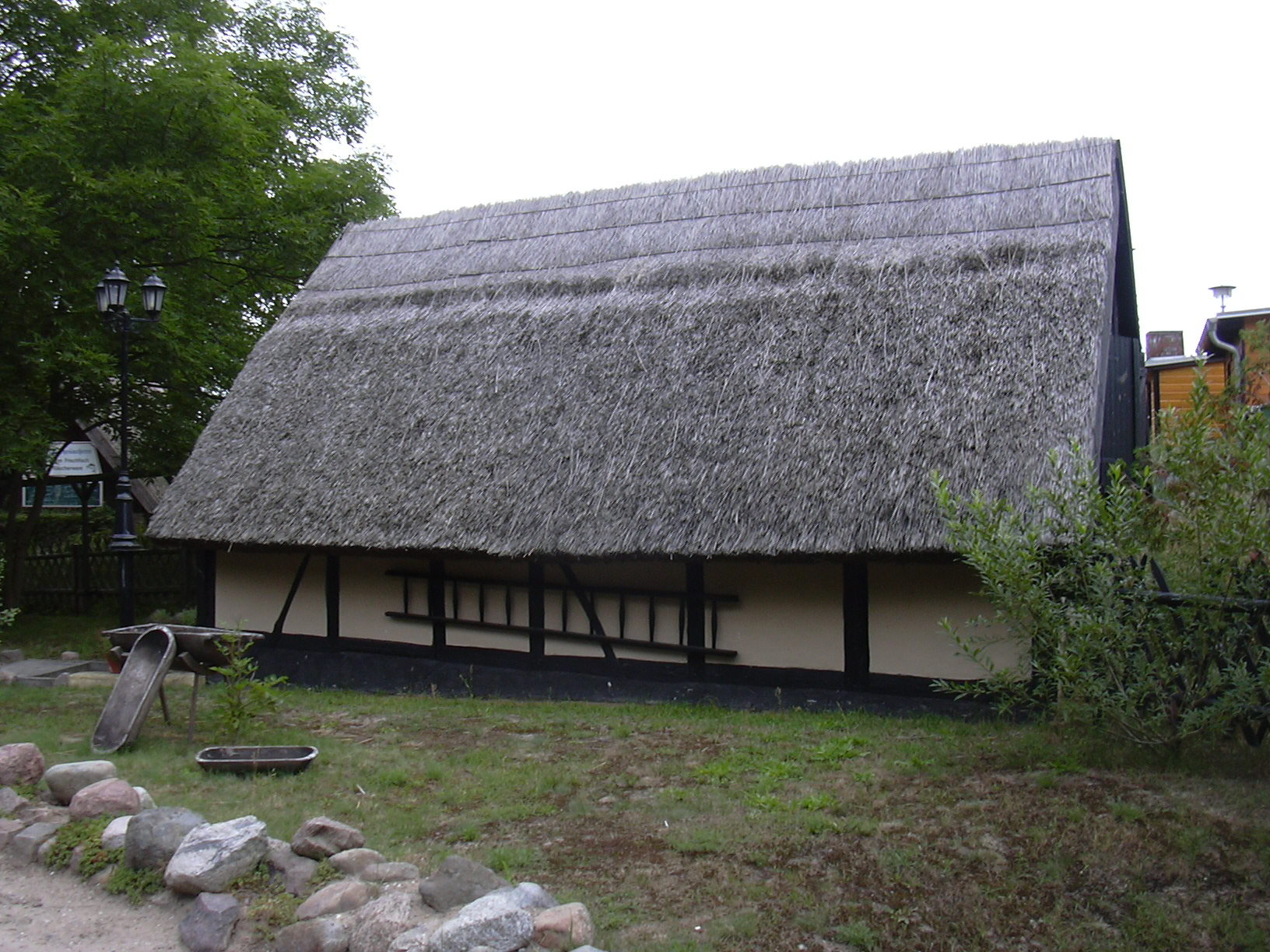
科瑟罗盐屋

科瑟罗位于南北乌瑟多姆之间最狭窄的地段，德国111号联邦公路通过此处。科瑟罗的波罗的海海岸大多数是陡壁，其最高点海拔58米，山上是森林。科瑟罗的居民点位于山坡上。只有向西北方海岸变得平缓。
科瑟罗的邻镇是西边的岑平和东边的洛丁。钦诺维茨位于科瑟罗以西6千米处。科瑟罗有铁路连接。从1911年至1945年有通往杜黑罗的火车，二战中岛南部的桥被摧毁，此后没有被重造。

## 历史
在1347年的一份文献中科瑟罗首次被提到。镇上的教堂显然是在此之前就建造的。科瑟罗这个名字来自于斯拉夫语，意为“只有山羊才能生存的沙地”。
三十年戰爭中科瑟罗遭洗劫，教堂里的钟被盗，后来人们在希維納河里重新找到它。1648年按照威斯特伐利亚和约前波莫瑞归属于瑞典统治，此前它属于波美拉尼亚公国。1720年2月1日根据斯德哥尔摩和约乌瑟多姆岛被并入普鲁士地域。从1815年开始科瑟罗属于普鲁士波美拉尼亚省，从1818年到1945年属于该省的乌瑟多姆岛-沃林島县。从三十年战争开始一直到1810年山上的树木被当地居民用来砍烧，因此到19世纪初山上已经没有树了。这座山本来是一座沙丘，树木被砍伐后风化非常严重，以至于沙流入镇内。因此1818年到1819年间居民被迫植树。今天的公民和疗养公园就是这样逐渐形成的。镇境内形成大量步行路和远望点，到1827年为止其它地方也被绿化。
1823年在希維納河入海口建造了一道1020米长的西海堤和一道1372米长的东海堤。1829年这座工程正式完工。建筑所使用的材料大多是从科瑟罗前的潟湖底挖出来的。
1820年镇上建造了第一座盐屋，其用途是用来腌鱼。当时科瑟罗是乌瑟多姆岛上最穷的地方之一。科瑟罗多次被风暴和潮水淹没。其中1872年12日至13日的风暴期间潮水淹没乌瑟多姆岛岑平和科瑟罗之间的地段。镇境内的农庄达莫罗受到巨大破坏。1874年一次比较小的高潮把达莫罗完全摧毁，大量流沙被冲入内地，农庄被遗弃。虽然破坏被移除，在岑平和科瑟罗之间建造了一座堤坝，但是一直到20世纪堤坝的高度才提高到能够抵挡当时3.5米高的水位。此后在原来农庄的地方建造了一座森林管理人的住房，今天这里是一座旅店。
1835年的一份报纸报道说科瑟罗是一座渔村，它围绕其教堂建成。当地有一座荷兰式风车，海边有一个停船处，盐屋位于停船处附近。到1880年为止镇逐渐沿公路向盐屋的方向发展，转变成一个沿公路拉长的居民点。在盐屋附近建造了一座沙滩大厅，设立男女泳池。从1880年开始政府和居民开始修建设施保护沙质的山，抵挡其风化以及被潮水的侵袭。1930年代里人们把整个海滨用水泥加固。但是由于随时间海水侵蚀水泥和堤坝1996年到1998年间整个设施被完全重新加固。通过新的设施人们试图使得冲上来的沙留在海边，此外还修筑了其它海内的保护设施。
1911年6月1日铁路修到科瑟罗，火车站设立在朝向大陆的一侧。
纳粹时期里科瑟罗设有一座国家社会主义人民福利的学校。栈桥被摧毁。
1940年在山上修筑了两座碉堡。其中一座是用来观察发射的V2导弹用的，另一座是高射炮使用的。1945年试图把两座碉堡炸毁，但是炸药仅仅使得它们倾斜。1970年观测用的碉堡跌落陡壁，1980年作为高射炮炮台用的碉堡也跌到沙滩上。它们被拆除运走。
从1945年到1952年科瑟罗成为梅克伦堡州乌瑟多姆县的一部分。1952年它成为罗斯托克区沃尔加斯特县的一部分。
1970年代里建造了一条111号联邦公路的绕镇公路。由于科瑟罗镇内的街道狭窄而且有许多十字路口和丁字路口，这条绕镇公路大大减轻了市内的交通。
从1993年开始科瑟罗又建造了一座栈桥以及一座滨海广场。同年科瑟罗获得“官方认可的海泳镇”的称号。在东德时期它就已经获得“科瑟罗——波罗的海宝藏”的名声。受保护的盐屋被改造成旅游建筑。由于建筑物受损2013年8月栈桥部分被关闭。2019年11月被拆除。新栈桥正在建造中。
从1990年开始科瑟罗属于梅克伦堡-前波莫瑞州。1994年到2011年间它属于东前波美拉尼亚县。2011年9月4日这个县被并入前波美拉尼亚-格赖夫斯瓦尔德县。

### 达莫罗（废墟）
达莫罗首次在一份1500年的文献中被提到。它位于岑平和科瑟罗之间狭窄的沼泽地上。1872年11月12日到13日夜高潮冲过地峡，把乌瑟多姆岛分成两个岛。达莫罗受到严重损害。14个月后又一次高潮完全摧毁达莫罗。
被潮水冲开的地段被修补，逐渐建造了越来越高的大堤后在原来达莫罗所在的地方建造了一座林业管理楼。1911年修筑的铁路沿公路的大堤通过达莫罗的废墟。后来有一名艺术家搬到那里，设立他的工作坊。今天这里是一座博物馆。
东德时期在原来的林业管理楼处建造了一座很受欢迎的饭店。在其边上后来又建造了一座度假设施。1990年后两个设施都被现代化和扩建。这些建筑物不算居住房屋，它们属于科瑟罗的一部分。

## 政治

科瑟罗徽章

### 徽章
科瑟罗没有正式的官方徽章和旗帜。科瑟罗的官方印章是前波美拉尼亚的印章，在印章周边刻有“波罗的海海浴镇科瑟罗”的字样。
另外的徽章是非官方的。

## 旅游
旅游（主要季度性的）是科瑟罗最重要的经济来源。细沙和60米高的陡壁吸引许多海浴游客。沿海岸有一条自行车路连接其它滨海村镇。镇上有多做旅店和饭店。许多居民也提供过夜房间。科瑟罗、于克里茨、洛丁和岑平一起联合成乌瑟多姆岛上的琥珀海浴场。科瑟罗收纳疗养税。

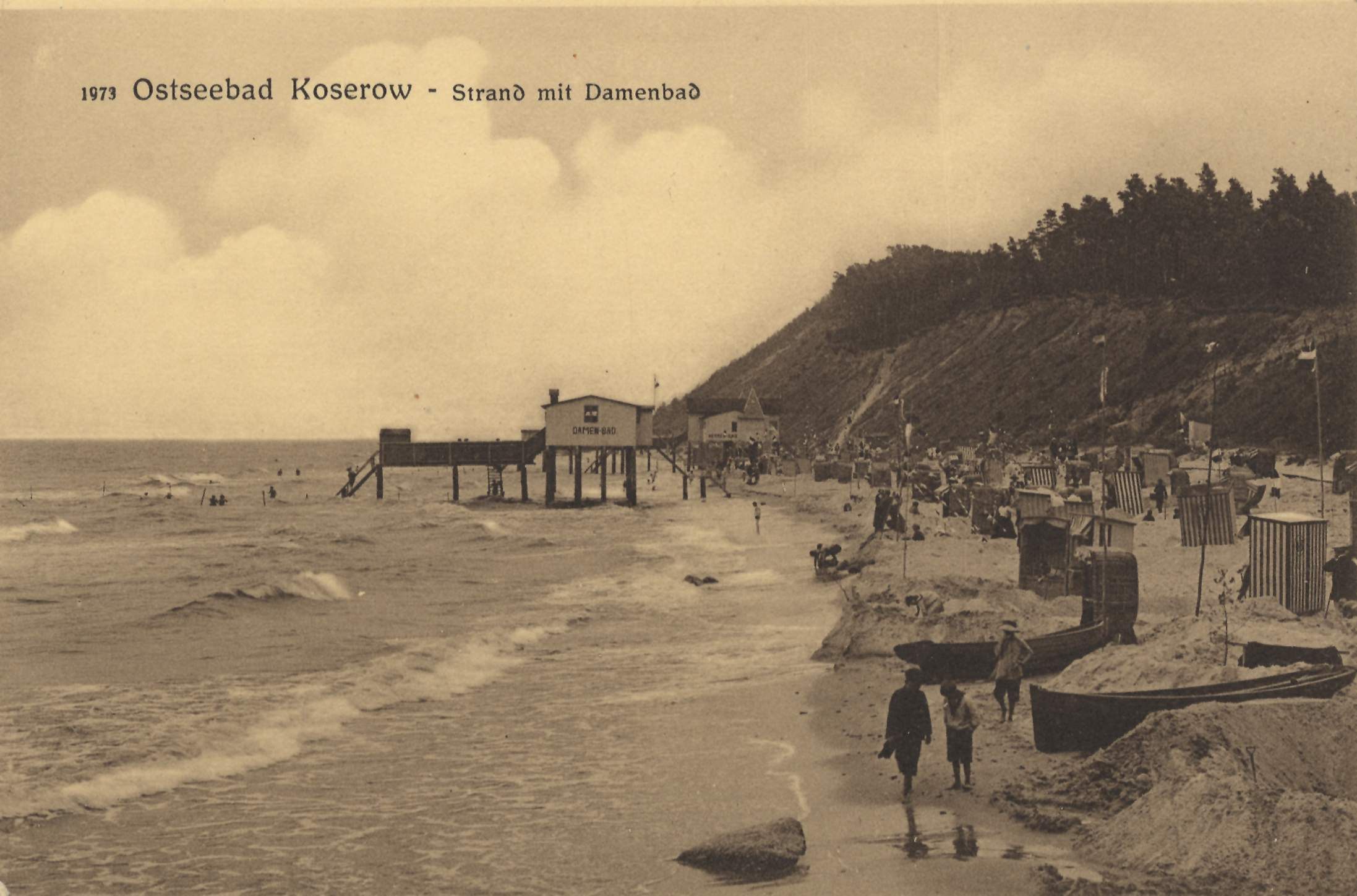
科瑟罗的明信片

科瑟罗最早的海浴旅游可以回溯到19世纪中。1853年第一座海浴开设，但是它于1857年被高潮摧毁。1911年林荫道和铁路修成后来访的游客越来越多。当然它无法与乌瑟多姆岛东部的豪华浴场相比。在东德时期科瑟罗与其它乌瑟多姆岛滨海村镇一样是所有阶层人物喜爱的度假地区，尤其工会也组织度假到旅游。科瑟罗面积很大的宿营地也很受来自捷克斯洛伐克的游客的喜爱。两德合并后旅游业暂时衰落。尤其来自捷克斯洛伐克的游客没有了。但是情况很快恢复。镇东有一宿营地。两德合并后这个宿营地的面积大幅度减小，今天主要为房车服务。
2015年到2016年间在科瑟罗境内建造了乌瑟多姆岛上第一座游乐园，它于2016年3月19日开放。

## 海岸防护
科瑟罗位于乌瑟多姆岛最窄的地方。在原达莫罗庄园处岛的宽度只有300米。在这个位置岛多次被分成两半，因此达莫罗庄园后来被遗弃。此外60米高的陡壁严重受风化威胁。在这里海岸线后退的速度为每100年90米，梅克伦堡-前波莫瑞州的平均海岸线后退速度为每100年34米。因此海岸保护在这里非常重要。为了保护海岸政府采取多种措施。
在沙滩里插入木折波墙，有些这些墙一直伸入海面80米。这个措施的目的是改变海流，降低波浪的能量，防止沙被冲走，甚至促进沙沉淀。

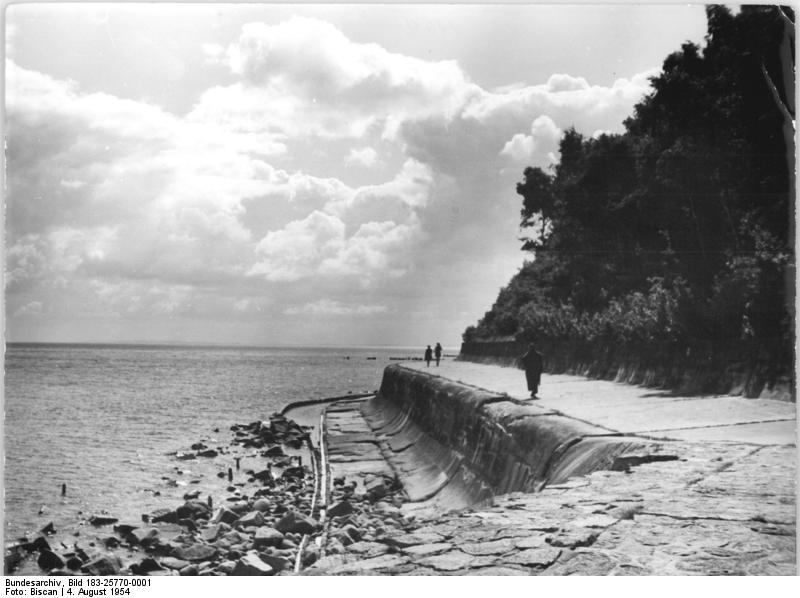
1954年时的防波堤

19世纪初镇北的山上基本上没有林地。由于山上主要是沙子，因此风把沙吹进镇，造成很多问题。1818年至1819年在山上植树造林解决了这个问题。
为了解决海岸回退的问题19世纪末沿山脚建造了一道数百米长的堤坝。这个局部的解决方法加剧附近海岸被侵蚀，也破坏了自然得沙滩地貌。虽然如此这座堤坝存在了一百多年。直到1990年代已经破损严重得堤坝才被拆除。新的解决方法更加考虑海岸的动力机制，在海岸200米前修筑了三道破浪堤。在陡壁下面填补沙，还修建了一道615米长的重堤。由此山下的海岸回退被阻止，但是临近部位的海岸依然受侵蚀。通过这道坝游客也可以走到陡壁的脚下。

## 名胜
- 13世纪建造的教堂
- 盐屋
- 陡壁
- 达莫罗

## 人物
- 威廉·梅恩霍德，作家，于1821年至1827年间在科瑟罗任祭司
- 法兰卡·迪茨，铁饼运动员，在科瑟罗长大

## 书籍
- Franz Jeschek: 《Vom Fischer- und Bauerndorf Coserow zum Ostseebad Koserow》, ISBN 978-3-00-065286-8.